# Malaiische Union

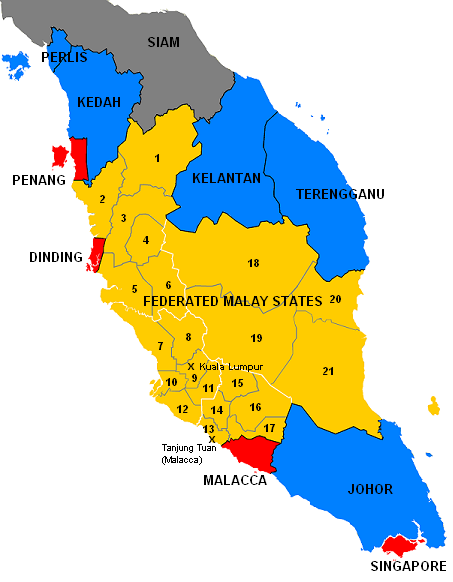
Malaiische Staaten und Straits Settlements, 1922

Die Malaiische Union war eine Föderation auf der malaiischen Halbinsel und Vorgänger der Föderation Malaya und von Malaysia. Sie wurde im Jahr 1946 von der britischen Kolonialmacht als Föderation der Malaiischen Staaten (Federated Malay States und Unfederated Malay States) und der Straits Settlements ohne Singapur gegründet und bestand bis zur Gründung der Föderation Malaya 1948. Während die Malaiischen Staaten in der Union Protektorate waren, blieben Penang und Malakka britische Kronkolonien.

## Gründung
Die Absicht, eine Malaiische Union zu gründen, wurde von den Briten erstmals im Oktober 1945 geäußert. Noch im selben Monat wurde Sir Harold MacMichael beauftragt, die Zustimmung der Herrscher der malaiischen Staaten zu erwirken. Nach kurzer Zeit hatten alle Sultane unterschrieben, nachdem sie eingeschüchtert wurden. 
Am 1. April 1946 wurde die Malaiische Union offiziell gegründet. Sir Edward Gent war ihr erster Gouverneur und Kuala Lumpur die Hauptstadt. 

## Widerstand
Die Malaien waren von Anfang an gegen die Malaiische Union. Schon einen Monat nach der Gründung der Union wurde die UMNO gegründet, in der sich der Widerstand formierte. 
Der Widerstand der Malaien hatte vor allem drei Gründe:
- die Art, mit der MacMichael die Unterschriften der Sultane erreichte
- die Aushöhlung der Macht der Sultane. 
Die traditionellen Herrscher der Malaiischen Staaten mussten fast alle Befugnisse der britischen Krone überlassen, mit Ausnahme von kulturellen und religiösen Angelegenheiten. Die Sultane wurden fortan Präsidenten genannt. Die gesamte Union wurde von einem britischen Gouverneur regiert.
- die großzügige Verleihung der Staatsbürgerschaft. 
In der Malaiischen Union galt das Ius soli. Allen Bürgern wurden gleiche Rechte unabhängig von der Ethnie versprochen. Die Malaien bemängelten daran vor allem, dass Chinesen, die erst vor kurzem eingewandert waren, die Staatsbürgerschaft Malayas erlangen konnten. Die Chinesen wurden wegen ihrer dominanten Stellung in der Wirtschaft als Bedrohung für die wirtschaftliche Entwicklung Malaysias angesehen.

## Auflösung
Die Briten gaben schließlich dem Druck der Malaien nach. Die Malaiische Union wurde am 31. Januar 1948 aufgelöst und von der Föderation Malaya ersetzt, in der die Rolle der Malaien in der Gesellschaft gestärkt und Einbürgerungen erschwert wurden.  
Die Föderation Malaya wurde später ein Teil der Föderation Malaysia.  